# Prelinger Archives
Die Prelinger Archives sind eine Filmsammlung der amerikanischen Kulturgeschichte. Es werden Filme zur Entwicklung der amerikanischen Landschaft, zum Alltag und zur Sozialgeschichte gesammelt. Von 1982 bis 2002 befanden sich die Archive in New York City, seitdem in San Francisco.

## Geschichte
Das Archiv wurde 1982 von Rick Prelinger gegründet, um „ephemere“ (kurzlebige) Filme zu bewahren: Filme, die von Unternehmen und Organisationen gesponsert werden, Lehrfilme, Amateur- und Privataufnahmen. Typischerweise wurden diese Filme hergestellt, um bestimmte Zwecke zu bestimmten Zeiten zu erfüllen, und viele existieren heute nur zufällig. Etwa 65 % der Bestände des Archivs sind öffentlich zugänglich, weil ihre Urheberrechte abgelaufen sind oder weil es sich um US-Produktionen handelt, die ohne entsprechende Copyright-Vermerke veröffentlicht wurden.
Das erklärte Ziel des Prelinger-Archivs ist es, Filme von historischer Bedeutung, die anderswo nicht gesammelt wurden, zu sammeln, zu bewahren und zugänglich zu machen.
1999 wurden die Filme der Prelinger Archives im Internet Archive verfügbar gemacht.
Bis zum Jahr 2001 hatte es 60.000 fertiggestellte Filme unterschiedlicher Länge und über 30.000 Dosen ungeschnittenen Films erworben. Im Jahr 2002 erwarb die Library of Congress die physischen Filme, die zu diesem Zeitpunkt im Archiv aufbewahrt wurden. Das Archiv spendete etwa 65.000 Filmdosen an die Library of Congress, vor allem Industrie- und Bildungstitel. Im Frühjahr 2023 umfasste das Archiv etwa 8.500 Videobänder und digitale Filme, etwa 30.000 Heimvideos und 7.000 Industrie- und Werbefilme, die seit 2002 erworben wurden.
Im Vergleich zu anderen Film-Archiven bietet das Prelinger-Archiv einen relativ hohen öffentlichen Zugang zu seinen Sammlungen. Über 6.400 Public-Domain-Filme stehen im Internet-Archiv zum Download und zur uneingeschränkten Wiederverwendung im Internet zur Verfügung. Alle Filme in den Archiven können über Getty Images für die Produktion lizenziert werden.
Die Prelinger Archives konzentrieren sich derzeit auf das Sammeln von Heimvideos und Amateurfilmen aus Nordamerika.